# أراسيلي غونزاليس
أراسيلي غونزاليس (بالإسبانية: Araceli González)‏ هي عارضة وممثلة أرجنتينية، ولدت في 19 يونيو 1967 في بوينس آيرس في الأرجنتين.

## وصلات خارجية
- أراسيلي غونزاليس على موقع IMDb (الإنجليزية)
- أراسيلي غونزاليس على موقع ألو سيني (الفرنسية)
- أراسيلي غونزاليس على موقع أول موفي (الإنجليزية)
- أراسيلي غونزاليس على موقع قاعدة بيانات الفيلم (الإنجليزية)
- أراسيلي غونزاليس على موقع كينوبويسك (الروسية)